# Ducati svedesi

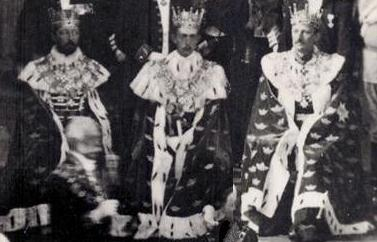
I duchi Eugenio di Närke, Guglielmo di Södermanland e Carl di Västergötland nelle loro corone partecipano all'apertura del parlamento del 1905 nella sala del trono del Palazzo Reale di Stoccolma.

I Ducati in Svezia sono stati assegnati dal XIII secolo a potenti svedesi, quasi sempre principi di Svezia (solo in alcune delle dinastie) e alle mogli di questi ultimi. 

## Storia
Il primo utilizzo in svedese del titolo hertig fu nel 1266 da principe Magnus, figlio della principessa Ingeborg e di Birger Jarl. Quel titolo (derivato dal tedesco "herzog") rimpiazzò poi il vecchio termine nordico "jarl", entrambi tradotti dal titolo latino dux. Fin dall'inizio questi ducati erano spesso centri di potere regionale, dove i loro duchi e duchesse avevano un notevole potere esecutivo proprio, sotto il potere centrale del loro re o regina regnante. 
Dal XIII secolo e fino al 1618, in alcune casate reali svedesi, quando un re aveva più di un figlio maschio, dava a ciascuno o ad alcuni di loro dei ducati da governare come feudi.
Sin dal regno di re Gustavo III i titoli sono stati praticamente nominali, di cui i loro portatori solo raramente godevano di alcuna autorità ducali, pur mantenendo spesso residenze di svago appositamente selezionate nelle loro province e qualche e limitato legame culturale verso di esso.

### Oggi
Nella Svezia di oggi, il duca (hertig) è considerato un titolo reale, ed è concesso soltanto ai membri della famiglia reale (attualmente i Bernadotte). Al contrario dei ducati britannici, per esempio, quelli svedesi non sono ereditari. I moderni ducati svedesi sono sempre stati chiamati in base alle province storiche della Svezia, che non sono più entità governative. Attualmente, ci sono nove di questi ducati uno dei quali comprende due province:
- LL.AA.RR. la duchessa e il duca di Västergötland (la principessa ereditaria Vittoria ed il principe Daniel)
- S.A.R. la duchessa di Östergötland (la principessa Estelle)
- S.A.R. il duca di Skåne (il principe Oscar)
- LL.AA.RR. il duca e la duchessa di Värmland (il principe Carlo Filippo e la principessa Sofia)
- Il duca di Södermanland (il principe Alexander)
- Il duca di Dalarna (il principe Gabriel)
- Il duca di Halland (il principe Julian)
- S.A.R. la duchessa di Hälsingland e Gästrikland (la principessa Maddalena)
- La duchessa di Gotland (la principessa Leonore)
- Il duca di Ångermanland(il principe Nicolas)
- La duchessa di Blekinge (la principessa Adrienne)

I titoli di oggi sono concessi e tenuti dai reali svedesi legittimi a vita, ad eccezione dei monarchi svedesi, che non continuano a mantenere i titoli ducali dopo l'ascesa al trono. Solo in connessione con la sua ascesa nel 1973 l'attuale re Carlo XVI Gustavo di tanto in tanto è stato indicato come il re di Svezia e duca di Jämtland. Tuttavia, sua moglie, l'attuale regina Silvia, che egli ha sposato nel 1976, non è una duchessa, e nessuna altra regina consorte ha mai continuato ad avere alcun titolo, dopo che il marito è diventato re. 
Diversamente, le consorti reali di un detentore di un titolo ducale sono anche creati duchi e duchesse in seguito al matrimonio (questo non includerebbe i coniugi che non diventano reali svedesi, come quelli che sposano ex duchi che avevano rinunciato ai loro titoli per matrimoni non approvati). 
Il primo esempio di un uomo che ha acquisito il titolo ducale svedese di una donna fu al matrimonio del 2010 della principessa ereditaria Vittoria con il principe Daniel.

## Duchi e duchesse per ducato in Svezia
Questo elenco dei duchi e duchesse in Svezia; le province di Blekinge, Bohuslän, Härjedalen, Lapponia, Medelpad e Norrbotten non hanno mai avuto alcun duca o duchessa (due figli illegittimi del re Oscar non hanno ricevuto titoli, ma ufficiosamente denominati principi di Lapponia).

### Svezia e Svealand (Dux Sueorumcomehertig)

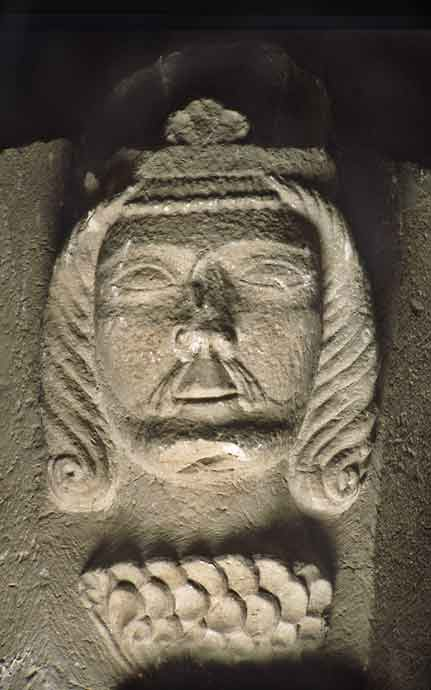
Il principe Magnus come duca di Svezia in un busto del XIII secolo

| Titolo detenuto (anni)  | Nome            | Note |
| ----------------------- | --------------- | --- |
| 1252–1275               | Principe Magnus | designato, diventò re nel 1275, morì nel 1290                                                                                            |
| 1275                    | Principe Eric   | designato (anche duca di Småland), morto con il titolo                                                                                   |
| 1284–1310               | Principe Eric   | designato, abbandonò il titolo (anche Södermanland) nel 1310, poi duca di Dalsland, Nord Halland, Värmland & Västergötland               |
| 1318–1321               | Ingeborg        | vedova del precedente Eric, designate & detenne questi titoli per proprio diritto come reggente, continuò come duchessa del Nord Halland |
| Titolo sospeso nel 1321 |                 | |

### Finlandia ed Estonia
Rilevanti, e, talvolta importanti, in periodi della storia svedese, quando queste aree appartennero al regno, furono anche titoli Duca di Finlandia e Duca di Estonia.

### Ångermanland anche nota comeAngermannia
| Titolo detenuto (anni) | Nome                 | Note                 |
| Casato di Bernadotte   | Casato di Bernadotte | Casato di Bernadotte |
| ---------------------- | -------------------- | -------------------- |
| 2015–in carica         | Principe Nicolas     | dalla nascita        |

### Blekinge anche nota comeBlekingia
| Titolo detenuto (anni) | Nome                 | Note                 |
| Casato di Bernadotte   | Casato di Bernadotte | Casato di Bernadotte |
| ---------------------- | -------------------- | -------------------- |
| 2018–in carica         | Principessa Adrienne | 12 marzo 2018        |

### Dalarna anche nota comeDalecarlia
| Titolo detenuto (anni) | Nome                    | Note                                                                                          |
| Casato di Bernadotte   | Casato di Bernadotte    | Casato di Bernadotte                                                                          |
| ---------------------- | ----------------------- | --------------------------------------------------------------------------------------------- |
| 1831–1873              | Principe Augusto        | dalla nascita, morto con il titolo                                                            |
| 1864–1914              | Principessa Teresa      | come moglie e poi vedova del Principe Augusto, morì con il titolo                             |
| 1916–1946              | Principe Carlo Giovanni | dalla nascita, titolo non più riconosciuto a causa di matrimonio non approvato, morì nel 2012 |
| 2017-in carica         | Principe Gabriel        | dalla nascita                                                                                 |

### Dalsland anche noto comeDalia
| Titolo detenuto (anni) | Nome                 | Note |
| ---------------------- | -------------------- | --- |
| 1310–1318              | Principe Eric        | nominato, anche Duca del Nord Halland, Värmland & Västergötland (vedere anche Swealand 1284–1310), morì con i titoli                |
| 1312–1326              | Principessa Ingeborg | come moglie e vedova del principe Eric, anche duchessa di Värmland & Västergötland, deposta, continuò come duchessa di Nord Halland |
| 1560–1595              | Principe Magnus      | vedere Östergötland (stessi anni)                                                                                                   |

### Gotland
| Titolo detenuto (anni) | Nome                 | Note                                                                                      |
| Casato di Bernadotte   | Casato di Bernadotte | Casato di Bernadotte                                                                      |
| ---------------------- | -------------------- | ----------------------------------------------------------------------------------------- |
| 1859–1888              | Principe Oscar       | dalla nascita, titolo non più riconosciuto a causa di matrimonio non reale, morì nel 1953 |
| 2014–in carica         | Principessa Leonore  | dalla nascita                                                                             |

La Regina Desideria (1777-1860) fu anche nota al di fuori della Svezia come Contessa di Gotland.

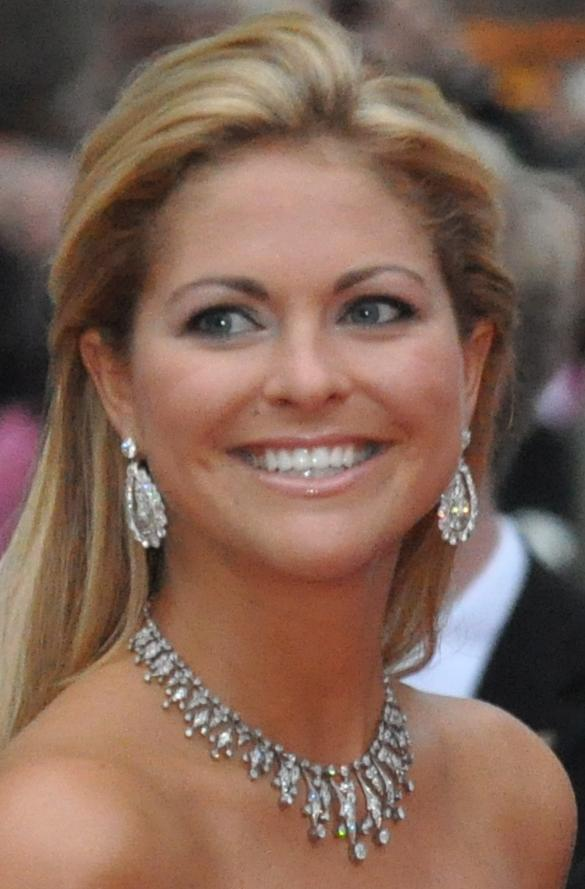
Principessa Maddalena, duchessa di Hälsingland e Gästrikland nel 2010

### Gästrikland anche conosciuto comeGestricia, Gastrikland, Gestrikland
| Titolo detenuto (anni) | Nome                  | Note                                |
| Casato di Bernadotte   | Casato di Bernadotte  | Casato di Bernadotte                |
| ---------------------- | --------------------- | ----------------------------------- |
| 1982–in carica         | Principessa Maddalena | vedere Hälsingland (stesso periodo) |

### Halland
| Titolo detenuto (anni)  | Nome                      | Note |
| ----------------------- | ------------------------- | --- |
| Nord Halland: 1310–1318 | Principe Eric             | vedere Dalsland (stessi anni)                                                                                                   |
| 1312–1341               | Principessa Ingeborg      | come moglie o vedova del di sopra (vedere più sotto Halland)                                                                    |
| Sud Halland: 1327–1330  | Knud Porse                | secondo marito della precedente, nominato, morì con il titolo                                                                   |
| Halland: 1327–1353      | Duchessa Ingeborg (sopra) | come moglie e vedova del precedente e dal 1341 per proprio diritto (vedere anche Svealand 1318–1321), deposta                   |
| 1330–1350               | Knud Knudsen Porse        | figlio di Ingeborg e Knud Porse, ereditò e detenne il titolo congiuntamente al fratello Haakon e alla madre, morì con il titolo |
| 1330–1350               | Haakon Knudsen Porse      | figlio di Ingeborg e Knud Porse, ereditò e detenne il titolo congiuntamente al fratello Knud e alla madre, morì con il titolo   |
| 1353–1356               | Bengt Algotsson           | nomina non reale, deposto (anche Duca di Finlandia fino al 1357)                                                                |
| 1356–1361               | Duchessa Ingeborg         | nuovamente nominata per proprio diritto (vedere sopra), morì con il titolo                                                      |
| Casato di Bernadotte    |                           | |
| 1912–1997               | Principe Bertil           | dalla nascita, morì con il titolo                                                                                               |
| 1976–2013               | Principessa Lilian        | come moglie e vedova del Principe Bertil sopra, morì con il titolo                                                              |
| 2021 - in carica        | Principe Julian           | dalla nascita |

### Hälsingland anche nota comeHelsinga
| Titolo detenuto (anni) | Nome                  | Note                                         |
| Casato di Bernadotte   | Casato di Bernadotte  | Casato di Bernadotte                         |
| ---------------------- | --------------------- | -------------------------------------------- |
| 1982–in carica         | Principessa Maddalena | dalla nascita, anche Duchessa di Gästrikland |

### Jämtland
| Titolo detenuto (anni) | Nome                   | Note                                         |
| Casato di Bernadotte   | Casato di Bernadotte   | Casato di Bernadotte                         |
| ---------------------- | ---------------------- | -------------------------------------------- |
| 1946–1973              | Principe Carlo Gustavo | dalla nascita, attuale re di Svezia dal 1973 |

### Närke anche nota comeNericia
| Titolo detenuto (anni) | Nome                   | Note                              |
| ---------------------- | ---------------------- | --------------------------------- |
| 1560–1604              | Principe Carlo         | vedere Södermanland (stessi anni) |
| 1579–1589              | Principessa Maria      | vedere Södermanland (stessi anni) |
| 1592–1604              | Principessa Cristina   | vedere Södermanland (stessi anni) |
| 1607–1618              | Principe Carlo Filippo | vedere Södermanland (stessi anni) |
| Casato di Bernadotte   |                        |                                   |
| 1865–1947              | Principe Eugenio       | dalla nascita, morì con il titolo |

Santa Brigida (1303-1373) era anche nota al di fuori della Svezia come Principessa di Nericia.

### Öland anche nota comeEyland
| Titolo detenuto (anni) | Nome                              | Note |
| ---------------------- | --------------------------------- | --- |
| 1310–1318              | Principe Valdemaro                | nominato, anche Duca di Uppland (e Finlandia dal 1302), morì con i titoli                                   |
| 1312–c.1357            | Principessa Ingeborg              | come moglie e vedova del precedente, anche Duchessa di Uppland (e Finlandia), morì con i questi titoli      |
| 1318–c.1328            | Principe Erik                     | figlio dei precedenti, ereditò all'età di 2 anni e detenne i titoli con sua madre, morì con i questi titoli |
| 1557–1560              | Principe Ereditario Erik          | vedere Småland (stessi anni)                                                                                |
| 1650–1654              | Principe Ereditario Carlo Gustavo | nominato, divento re di Svezia nel 1654, morì nel 1660                                                      |

### Östergötland anche nota comeEst Gothland
| Titolo detenuto (anni) | Nome                         | Note |
| ---------------------- | ---------------------------- | --- |
| 1560–1595              | Principe Magnus              | nominato, anche Duca di Dalsland, morì con i titoli                                                                       |
| 1606–1618              | Principe Giovanni            | nominato, morto con il titolo (anche Duca di Finlandia 1589-1607)                                                         |
| 1612–1618              | Principessa Maria Elisabetta | come moglie e vedova del precedente, morì con i titoli                                                                    |
| Casato di Bernadotte   |                              | |
| 1829–1872              | Principe Oscar               | dalla nascita, diventò re di Svezia nel 1872, morì nel 1907                                                               |
| 1857–1872              | Principessa Sofia            | come moglie del precedente, diventò regina consorte di Svezia a seguito dell'ascesa di suo marito nel 1872, morì nel 1913 |
| 1911–1937              | Principe Carlo               | dalla nascita, titolo non più riconosciuto a causa di matrimonio non approvato, morto nel 2003                            |
| 2012–in carica         | Principessa Estelle          | dalla nascita |

### Contea della Scania|Scania

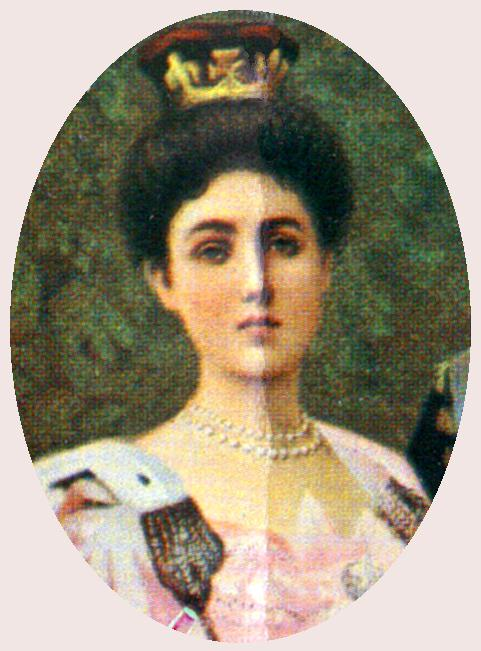
La duchessa Margareta di Scania (Margherita di Connaught) posa nel 1905, con in indosso il suo diadema britannico, per una foto colorata successivamente.

| Titolo detenuto (anni) | Nome                              | Note |
| Casato di Bernadotte   | Casato di Bernadotte              | Casato di Bernadotte |
| ---------------------- | --------------------------------- | --- |
| 1826–1859              | Principe Carlo                    | dalla nascita, diventò re di Svezia nel 1859, morì nel 1872                                                                          |
| 1850–1859              | Principessa Ereditaria Luisa      | come moglie del precedente, diventò regina consorte di Svezia a seguito dell'ascesa di suo marito nel 1859, morì nel 1871            |
| 1882–1950              | Principe Gustavo Adolfo           | dalla nascita, diventò re di Svezia nel 1950, morto nel 1973                                                                         |
| 1904–1920              | Principessa Ereditaria Margherita | come prima moglie del Principe Gustavo Adolfo, morì con il titolo                                                                    |
| 1923–1950              | Principessa Ereditaria Luisa      | come seconda moglie di Gustavo Adolfo, diventò regina consorte di Svezia a seguito dell'ascesa di suo marito nel 1950, morì nel 1965 |
| 2016–in carica         | Principe Oscar                    | dalla nascita |

### Småland
| Titolo detenuto (anni) | Nome                     | Note                                                                                           |
| ---------------------- | ------------------------ | ---------------------------------------------------------------------------------------------- |
| 1275                   | Eric                     | vedere Svealand (stesso anno)                                                                  |
| 1557–1560              | Principe Ereditario Eric | nominato, anche Duca di Öland, diventò re di Svezia nel 1560, deposto nel 1569, morì nel 1577  |
| 1782–1783              | Principe Carlo Gustavo   | dalla nascita, morì con il titolo                                                              |
| Casato di Bernadotte   |                          |                                                                                                |
| 1909–1932              | Principe Lennart         | dalla nascita, titolo non più riconosciuto a causa di matrimonio non approvato, morto nel 2004 |

### Södermanland anche nota comeSudermanniaoppureSudermania
| Titolo detenuto (anni) | Nome                               | Note |
| ---------------------- | ---------------------------------- | --- |
| 1302–1310              | Principe Erik                      | vedere Svealand 1284-1310 |
| 1318–1321              | Duchessa Ingeborg                  | vedere Svealand (stessi anni) |
| 1560–1604              | Principe Carlo                     | nominato, anche Duca di Närke e Värmland, diventò re di Svezia nel 1604, morì nel 1611                                                                                          |
| 1579–1589              | Principessa Maria                  | come prima moglie del precedente, anche Duchessa di Närke e Värmland, morì con i titoli                                                                                         |
| 1592–1604              | Principessa Cristina               | come seconda moglie del Principe Carlo sopra, anche Duchessa di Närke e Värmland, diventò regina consorte di Svezia a seguito dell'ascesa di suo marito nel 1604, morì nel 1625 |
| 1604–1607              | Principe Ereditario Gustavo Adolfo | nominato, deposto qui, poi Duca di Västmanland, diventò re di Svezia nel 1611                                                                                                   |
| 1607–1618              | Principe Carlo Filippo             | nominato, deposto |
| 1772–1809              | Principe Carlo                     | nominato, diventò re di Svezia nel 1809, morì nel 1818 |
| 1774–1809              | Principessa Carlotta               | come moglie del precedente, diventò regina consorte di Svezia a seguito dell'ascesa di suo marito nel 1809, morì nel 1818                                                       |
| Casato di Bernadotte   |                                    | |
| 1811–1844              | Principe Oscar                     | nominato, diventò re di Svezia nel 1844, morì nel 1859 |
| 1823–1844              | Principessa Ereditaria Giuseppina  | come moglie del Principe Ereditario Oscar, diventò regina consorte di Svezia a seguito dell'ascesa di suo marito nel 1844, morì nel 1876                                        |
| 1852–1854              | Principe Carlo Oscar               | dalla nascita, morì con il titolo |
| 1884–1965              | Principe Guglielmo                 | dalla nascita, morì con il titolo |
| 1909–1914              | Principessa Maria                  | come moglie del Principe Guglielmo, fino al divorzio |
| 2016–in carica         | Principe Alexander                 | dalla nascita |

### Stegeborg
| Titolo detenuto (anni)  | Nome                              | Note |
| ----------------------- | --------------------------------- | --- |
| 1651–1652               | Principe Giovanni Casimiro        | nominato, come principe consorte vedovo della Principessa Caterina (che era designata Contesss di Stegeborg), morì con il titolo |
| 1652–1654               | Principe Ereditario Carlo Gustavo | ereditò il titolo in quanto figlio del Principe Giovanni Casimiro e della Principessa Caterina above, vedere Öland 1650-1654     |
| 1654-1689               | Principe Adolfo Giovanni          | ereditò il titolo in quanto fratello del precedente, morì con il titolo                                                          |
| 1662–1689               | Elsa Elizabeth                    | come moglie del Principe Adolfo Giovanni, morì con il titolo                                                                     |
| Titolo defunto nel 1689 |                                   | |

### Uppland
| Titolo detenuto (anni) | Nome                 | Note                                                                                           |
| ---------------------- | -------------------- | ---------------------------------------------------------------------------------------------- |
| 1310–1318              | Principe Valdemaro   | vedere Öland (stessi anni)                                                                     |
| 1312–1318              | Principessa Ingeborg | vedere Öland 1312-1357, deposta qui                                                            |
| Casato di Bernadotte   |                      |                                                                                                |
| 1827–1852              | Principe Gustavo     | dalla nascita, morì con il titolo                                                              |
| 1907–1934              | Principe Sigvard     | dalla nascita, titolo non più riconosciuto a causa di matrimonio non approvato, morto nel 2002 |

### Värmland

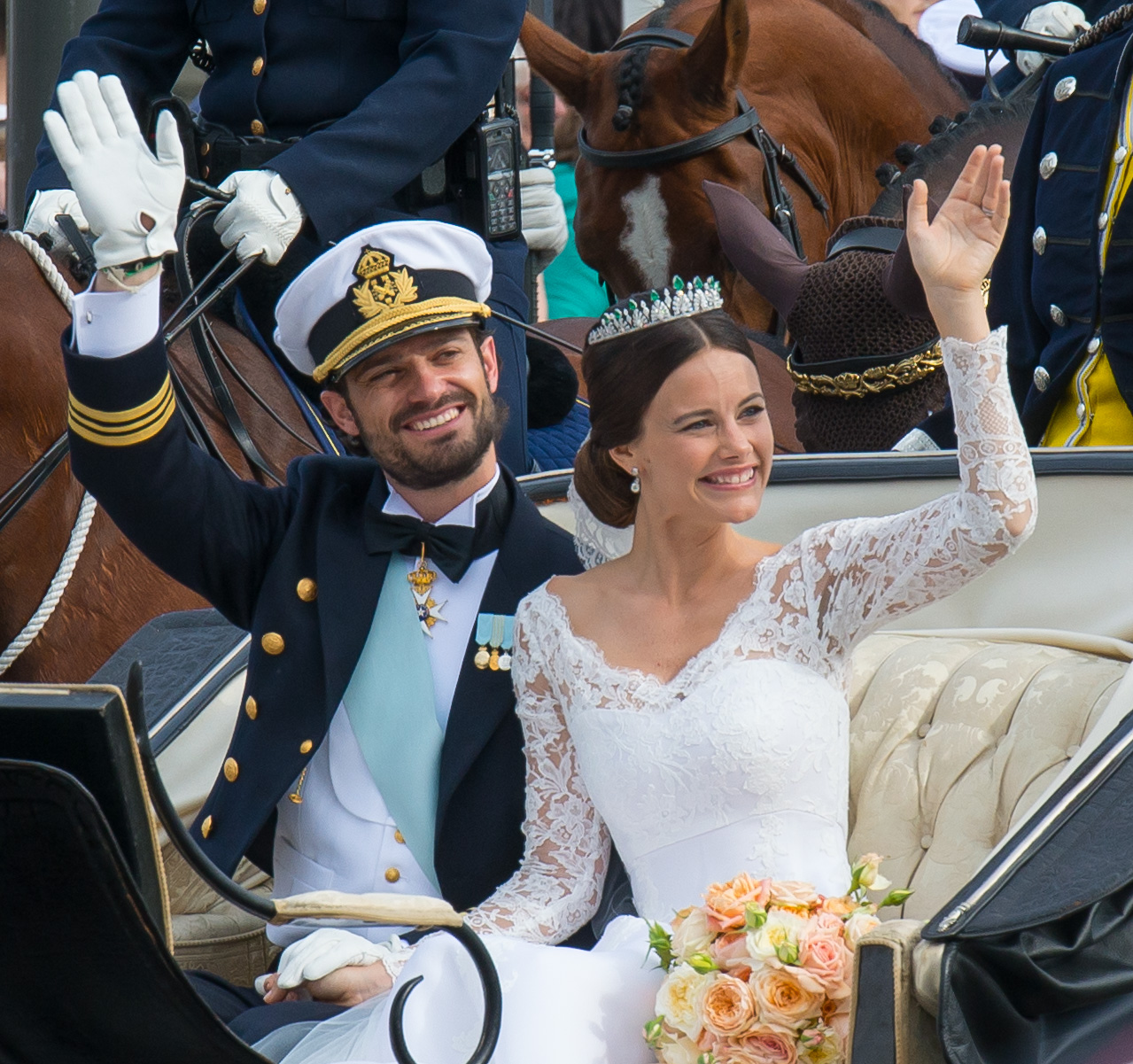
Il principe Carlo Filippo, duca di Värmland, con la moglie Sofia, duchessa di Värmland nel 2015

| Titolo detenuto (anni) | Nome                            | Note                                                                                               |
| ---------------------- | ------------------------------- | -------------------------------------------------------------------------------------------------- |
| 1310–1318              | Principe Eric                   | vedere Dalsland (stessi anni)                                                                      |
| 1312–1326              | Principessa Ingeborg            | vedere Dalsland (stessi anni)                                                                      |
| 1560–1604              | Principe Carlo                  | vedere Södermanland (stessi anni)                                                                  |
| 1579–1589              | Principessa Maria               | vedere Södermanland (stessi anni)                                                                  |
| 1592–1604              | Principessa Cristina            | vedere Södermanland (stessi anni)                                                                  |
| 1607–1618              | Principe Carlo Filippo          | vedere Södermanland (stessi anni)                                                                  |
| 1798                   | Principe Carlo Adolfo           | dalla nascita, morto con il titolo                                                                 |
| Casato di Bernadotte   |                                 | |
| 1858–1907              | Principe Gustavo                | dalla nascita, diventò re nel 1907, morto nel 1950                                                 |
| 1881–1907              | Principessa Ereditaria Viytoria | come moglie del precedente, diventò regina consorte all'ascesa del marito nel 1907, morta nel 1930 |
| 1979–in carica         | Principe Carlo Filippo          | dalla nascita                                                                                      |
| 2015–in carica         | Principessa Sofia               | come moglie del precedente                                                                         |

### Västmanland
| Titolo detenuto (anni) | Nome                               | Note |
| ---------------------- | ---------------------------------- | --- |
| 1610–1611              | Principe Ereditario Gustavo Adolfo | nominato, in precedenza Duca di Södermanland, diventò re nel 1611, morto nel 1632 (anche Granduca di Finlandia 1607-1611) |
| Casato di Bernadotte   |                                    | |
| 1889–1918              | Principe Erik                      | dalla nascita, morì con il titolo                                                                                         |

### Västerbotten

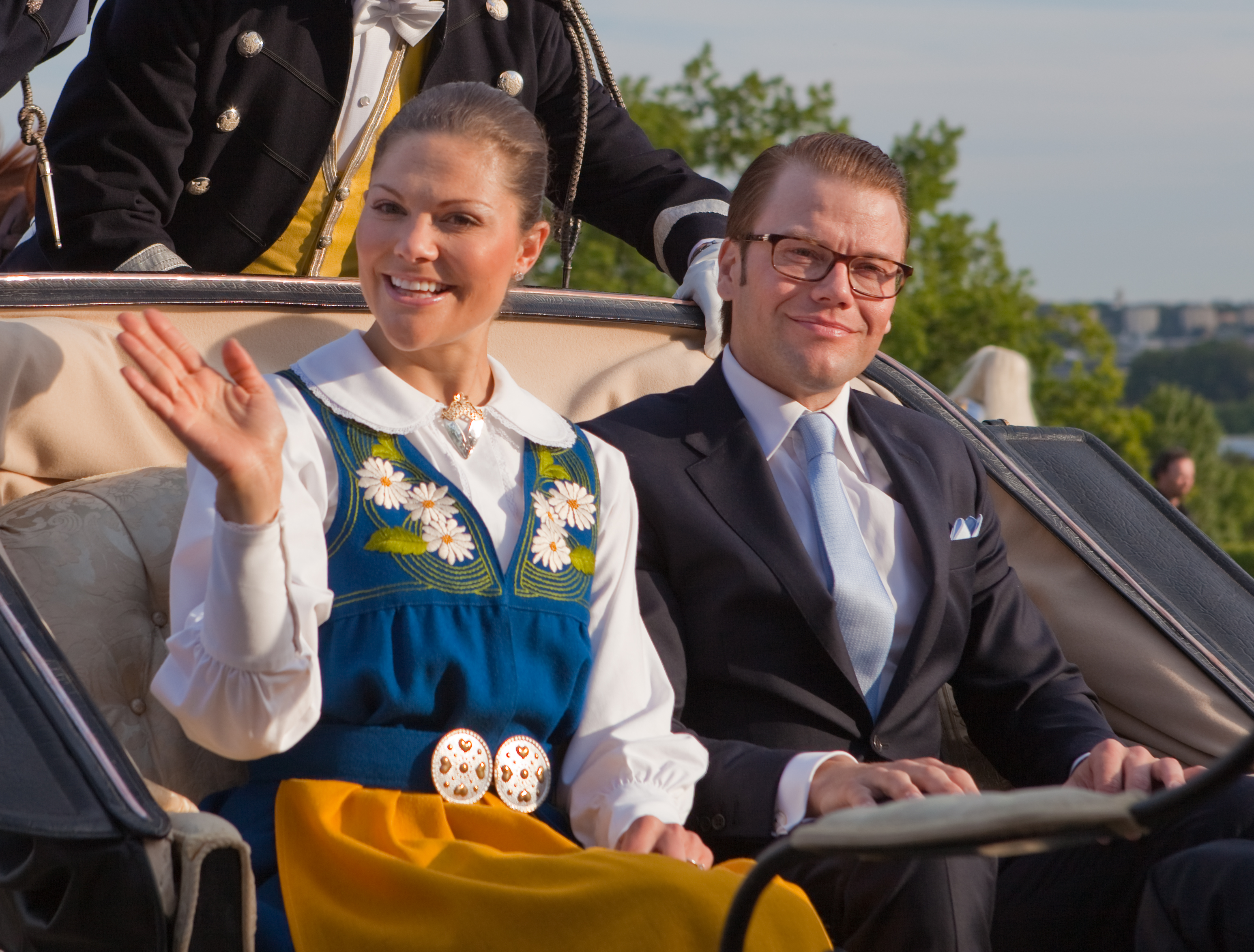
La principessa ereditaria Vittoria, duchessa di Västergötland, con il marito Daniel, duca di Västergötland nel 2010

| Titolo detenuto (anni) | Nome                    | Note                                                     |
| Casato di Bernadotte   | Casato di Bernadotte    | Casato di Bernadotte                                     |
| ---------------------- | ----------------------- | -------------------------------------------------------- |
| 1906–1947              | Principe Gustavo Adolfo | dalla nascita, morto con il titolo                       |
| 1932–1972              | Principessa Sibilla     | come moglie e vedova del precedente, morta con il titolo |
| 2025-in carica         | Principessa Ines        | dalla nascita                                            |

### Västergötland anche noto comeGötaland occidentale
| Titolo detenuto (anni) | Nome                            | Note                                                     |
| ---------------------- | ------------------------------- | -------------------------------------------------------- |
| 1310–1318              | Principe Eric                   | vedere Dalsland (stessi anni)                            |
| 1312–1326              | Principessa Ingeborg            | vedere Dalsland (stessi anni)                            |
| Casato di Bernadotte   |                                 |                                                          |
| 1861–1951              | Principe Carlo                  | dalla nascita, morto con il titolo                       |
| 1897–1958              | Principessa Ingeborg            | come moglie e vedova del precedente, morta con il titolo |
| 1980–in carica         | Principessa Ereditaria Vittoria | nominata                                                 |
| 2010–in carica         | Principe Daniel                 | come marito della Principessa Ereditaria Vittoria        |

## Province non-ducali
Cinque delle 25 moderne province della Svezia non sono elencate sopra, perché ancora (2018) non hanno avuto alcun duca o duchessa:
- Bohuslän
- Härjedalen
- Lapponia (due figli extraconiugali del re Oscar I furono ufficiosamente chiamati Principi di Lapponia)[9]
- Medelpad
- Norrbotten